# Уильям Маршал из Нортона
Уильям Маршал (англ. William Marshal; умер в 1265) — английский барон, маршал Ирландии с 1236, второй сын Джона III Маршала и Алисы де Ри. Происходил из побочной ветви англо-нормандского рода Маршалов. После смерти старшего брата Джона унаследовал его владения. Во время Второй баронской войны выступал на стороне Симона де Монфора, 6-го графа Лестера. Погиб в одной из битв в 1265 году.

## Происхождение
Уильям происходил из побочной линии англо-нормандского рода Маршалов, родоначальником которого был Гилберт Маршал, главный маршал королевского двора Генриха I Боклерка. Самым известным представителем рода был Уильям Маршал, 1-й граф Пембрук, который прославился многочисленными победами на рыцарских турнирах. Он верно служил нескольким королям Англии, в награду за это он получил руку богатой английской наследницы и титул графа Пембрука. Старшим братом Уильяма был Джон II Маршал, сенешаль будущего короля Иоанна Безземельного (в бытность того графом Мортоном), который погиб во время мятежа графа Мортона против короля Ричарда I Львиное Сердце.
У Джона II остался незаконнорожденный сын Джон III Маршал, который выдвинулся благодаря поддержке дяди, Уильяма Маршала, и благосклонности короля Иоанна. Сохранив верность королю в Первой баронской войне, он получил немало пожалований. Также Джон III женился на Алисе де Ри, дочери и наследнице Хьюберта IV де Ри из Хингэма (Хокеринг) в Восточной Англии.

## Биография
Уильям был младшим из двух сыновей Джона III. Его отец умер в 1235 году, после чего наследником всех владений (за исключением баронии Хингхэм (Хокеринга), которой до своей смерти управляла их мать, Маргарита де Ри) стал старший из сыновей, Джон IV Маршал. Впрочем, согласно хартии короля Генриха III, датированной 28 ноября 1236 года, он уступил Уильяму должность маршала Ирландии.
Джон, старший брат Уильяма, умер в 1242 году, не оставив детей, поэтому Уильям унаследовал все родовые поместья.
Во время Второй баронской войны Уильям оказался на стороне баронской оппозиции, которую возглавлял  Симон де Монфор, 6-й граф Лестер. Вместе с Томасом де Кантилупом, Питером де Монфором и несколькими другими английскими баронами Уильям вошёл в состав баронской делегации, которые отправились в конце 1264 года во Францию, где французский король Людовик IX взялся выступить арбитром между королём Генрихом III и баронами. Однако результаты арбитража баронов не устроили, в результате чего разразилась гражданская война.
Уильям погиб в 1265 году, сражаясь против сторонников короля, оставив наследником несовершеннолетнего сына Джона V.
Вдова Уильяма, Элизабет де Феррерс, после его смерти вышла замуж вторично за валлийского князя Давида ап Грифида.

## Брак и дети
Жена: Элизабет де Феррерс, дочь Уильяма де Феррерса, 5-го графа Дерби, и Маргарет де Квинси. Дети:
- Джон V Маршал (около 1255/1256 — 4 декабря 1282)[2].
- Уильям Маршал[2].